# إرفين إيزاك
إرفين إيزاك (بالإنجليزية: Erwin Isaacs)‏ هو لاعب كرة قدم جنوب أفريقي، ولد في 21 ديسمبر 1986 في كيب تاون في جنوب أفريقيا. شارك مع منتخب جنوب أفريقيا لكرة القدم. أما مع النوادي، فقد لعب مع بيدفيست ويتس.

## وصلات خارجية
- إرفين إيزاك على موقع قاعدة بيانات كرة القدم.إي يو (الإنجليزية)
- إرفين إيزاك على موقع ناشيونال فوتبول تيمز (الإنجليزية)